# Association nationale des études féministes
L’Association nationale des études féministes (ANEF) est une association à but non lucratif française fondée en 1989 ayant pour but de promouvoir les études féministes et sur le genre en France et à l’international.

## Historique

### Le début des études féministes et de genre
Comme dans la plupart des pays occidentaux, les premières recherches et premiers enseignements sur les femmes se sont développé·e·s en France dans le sillage du mouvement féministe des années 1970,,. Parallèlement à un certain repli des luttes sociales, à la suite de la loi Veil, les étudiant·e·s, enseignant·e·s et chercheur·euse·s s’investissent massivement dans la recherche universitaire sur les questions de rapports entre femmes et hommes,,. Des groupes de recherche, d'abord informels, fleurissent dans de nombreuses universités françaises. Parmi ces groupes on peut citer chronologiquement : le CEFUP à Aix-en-Provence, le GEF à Paris 7, le CLEF à Lyon, le GRIEF à Toulouse ou encore le Centre de recherches-politique-femmes à Nantes. Ces groupes – interdisciplinaires – mettent en question les savoirs universitaires androcentrés et l’exclusion des femmes. Ils organisent des débats, des séminaires, des colloques, publient des bulletins ou des revues et revendiquent l’interdisciplinarité. Parallèlement des revues d'études féministes apparaissent telles que : Les cahiers du Grif (1973-1997), Questions féministes « revue théorique féministe radicale » (1977-1981) devenu Nouvelles questions féministes (à partir de 1981) ou La Revue d’en face (1977-1984),... Des enseignements voient le jour, par la suite, dans diverses universités, sous des intitulés discrets,. Au CNRS, une Unité de recherche « Division sociale et sexuelle du travail » (qui deviendra le GEDISST en 1982, puis le GERS) est reconnue en 1978. Une équipe y existait déjà, dirigée par Andrée Michel, cette équipe a  été dissoute en 1988.

### Premier colloque national autour des études féministes

#### Institutionnalisation des études féministes
En 1982, ces différents groupes de recherches organisent un premier colloque national « Femmes, Féminisme et Recherche », avec l’objectif d’établir un premier bilan de l’état du domaine (personnes, situations, thèmes de recherche et d’enseignement, cadres et moyens), d’évaluer les besoins et de formuler des propositions concernant les orientations théoriques et les conditions matérielles de leur mise en œuvre. Ce colloque du 12 au 14 décembre 1982, soutenu financièrement par le ministère de la Recherche et le ministère des Droits de la femme (et avec l’appui du CNRS), a été un véritable succès : plus de 800 participantes et participants, 144 communications, près de 1100 pages d’Actes,,,,. Il marque le début de l’institutionnalisation des études féministes,.
À la suite du colloque et sous la pression des militantes féministes, le département des Sciences de l'homme (sic) du CNRS (alors sous la direction de Maurice Godelier) lance l’Action thématique programmée (ATP) « Recherches féministes, recherches sur les femmes ». Soixante-huit projets de recherches sont sélectionnés et financés sur quatre ans,,,,,.
Parallèlement le ministère des Droits de la femme négocie avec celui de l’Éducation nationale la création de quatre postes de maîtres de conférences, fléchés « Études féministes ».

#### Premières associations de recherche féministes
Le colloque de Toulouse donne l’élan fondateur à la création d’associations de chercheuses. Des clivages autour de l’institutionnalisation et de la centralisation freinant la création d’une association nationale,, c’est au niveau régional, dans un premier temps, que sont fondées l’Association pour la Promotion des Études Féministes (APEF-Région Paris Île de France), le Conseil interrégional Femmes-Féminisme-Recherche (CIFFR), l’Association Femmes, Féminisme, Recherches Rhône-Alpes (AFFRRA), et d’autres dans les Régions PACA, Midi-Pyrénées, Centre. L’APEF publie un bulletin, d’abord seule puis en collaboration avec d’autres associations régionales en 1987.

### Directive européenne et création de l’ANEF
Le débat autour d’une association nationale est relancé, dès 1988, à la suite d'une résolution « sur la femme et la recherche » du Parlement européen. Il est demandé aux États membres de créer des chaires et d'organiser des cours de spécialisation dans ce domaine. Un premier colloque européen, « Concepts et réalités des études féministes », organisé à Bruxelles par Les Cahiers du Grif, fait suite à cette résolution en 1989. Il met en lumière la nécessité de créer des associations nationales pour répondre aux demandes du Parlement européen et pour tisser des réseaux européens de Women's studies ou de Feminist studies. À l’occasion d’un colloque sur « Les femmes et la Révolution », à Toulouse en 1989, les différentes associations régionales débattent de la création d’une association nationale. À l’issue de longues et difficiles tractations et de compromis divers (notamment sur la non-mixité), l’Association nationale des études féministes (ANEF) voit le jour le 3 juin 1989,,,. À sa création, l’ANEF regroupe 200 membres,.

### Les objectifs fondateurs de l’ANEF
L’Association nationale des études féministes (ANEF) est créée pour organiser le milieu de la recherche féministe afin de peser sur les institutions, politiques ou universitaires, et de se coordonner avec d’autres associations européennes,. Elle se donne pour objectif le développement, la diffusion, la valorisation des enseignements et des recherches « féministes, sur les femmes et sur les rapports de sexe et de genre », par la création de postes, d'équipes et de programmes de recherche à tous les niveaux d'enseignement, dans les organismes publics et privés d'enseignement, de formation et de recherche. Elle poursuit ces buts, notamment par une « action concertée auprès des pouvoirs publics, régionaux, nationaux et internationaux ». Elle entend également maintenir des « relations d'échange, de respect mutuel et de solidarité entre ses membres », sans oublier la « défense des intérêts professionnels et moraux » et la « lutte contre les discriminations sexistes ».
L’ANEF a été partie prenante des différents réseaux européens d’études féministes : ENWS / REEF (European Network of Women’s Studies / Réseau Européen d’Études Femmes) du Conseil de l’Europe ; WISE (Women’s International Studies Europe) constitué en novembre 1990 ; ATHENA (Réseau thématique Socrates en études féministes) ; AOIFE (Association of Institutions of Feminist Education), etc.

## Buts et activités de l’ANEF
Depuis 1993, l’ANEF organise des tables rondes nationales sur les études féministes et des journées thématiques, qui donnent lieu à publication, en supplément au Bulletin de l’ANEF, la première de ces journées, « Femmes et Europe : la Yougoslavie », table ronde de 1993 faisant exception car n’ayant pas donné lieu à publication.

### CIRFF
En 1996, à l’initiative de chercheuses féministes québécoises, a lieu le premier Congrès international des recherches féministes dans la francophonie (CIRFF). Celui-ci se tient désormais tous les trois ans. Au 3e CIRFF, en 2002 à Toulouse, l’ANEF aide à la création d’EFiGiEs. C’est au 5e CIRFF, à Lausanne en 2012 qu’a été créée l’ARGEF. Lors du 7e CIRFF (à Montréal, en août 2015), l’ANEF a proposé de « structurer un réseau féministe universitaire dans la francophonie ». C’est ce réseau de réseaux qui a été fondé lors du 8e CIRFF (à Nanterre en 2018) sous le nom de e-Toile.

### Le réseau e-Toile
e-Toile est un réseau de structures d’enseignement et de recherche féministes sur l’égalité, les femmes, le féminisme, le genre et les sexualités dans la francophonie, né des nombreux Congrès Internationaux des Recherches Féministes dans la Francophonie (CIRFF),,.
Il vise à la mobilisation des recherches féministes par les acteurs et actrices des différents mondes sociaux, afin de « participer à la production et la promotion de l'égalité entre les sexes dans l’espace de la francophonie »et d’impulser les politiques publiques et les actions sur le terrain pour l’égalité femmes-hommes,.
Le réseau a pour projet de créer un forum consacré à l'e-Toile qui sera mis à disposition sur le site web de l’ANEF.

### Co-fondation du réseau de formation VSS Formation
À la suite du colloque international co-organisé par l’ANEF « Violences sexistes et sexuelles dans l’enseignement supérieur et la recherche : de la prise de conscience à la prise en charge », du 4 décembre 2017, l’ANEF fonde en 2018 avec la CPED et JuriSup le réseau « VSS-formation ». Ce réseau de formateurs et formatrices spécialistes en violences sexistes et sexuelles dans l’enseignement supérieur et la recherche (ESR) propose des formations et des services d’accompagnement et de conseils aux établissements de l’enseignement supérieur sur les violences sexistes et sexuelles, sur les réponses juridiques adaptées à l’enseignement supérieur et la recherche, sur l’écoute (accueillir, écouter et orienter les victimes et les témoins de violences sexistes et sexuelles).

## Les publications de l’ANEF

### Bulletin
Le premier Bulletin de l’ANEF est paru en novembre 1989. À partir de 1990, trois numéros par an sont réalisés,,. Il contient des informations sur les enseignements en études féministes, les séminaires et colloques, les sommaires de revues, les parutions de livres. La rapidité d’information par Internet, notamment grâce aux listes de diffusion, a rendu la parution trimestrielle inutile et, depuis 2009, le Bulletin paraît une fois par an avec des rubriques régulières. Ponctuellement, des numéros spéciaux ont été consacrés à des actes de journées de l’ANEF ou autres événements.

#### Suppléments: Actes de journées de l’ANEF
S’ajoutent régulièrement au Bulletin de l’ANEF les actes de journées de l’ANEF,, parmi lesquels :
- Pouvoir, parité et représentation politique (1994).
- Études féministes et études sur les femmes en France (1995)
- Femmes et mouvements de femmes face à la situation algérienne : analyses et solidarités (1995)
- Études féministes, militantisme et mouvement des femmes (1997)
- Les féministes face à l’antisémitisme et au racisme (1997)
- Lien sexuel, lien social ; sexualités et reconnaissance juridique (1998)
- Femmes, féminisme, féminité : représentations et ruptures (1999)
- École : inégalité de sexe (table ronde du 18 décembre 1999)
- Féminisme et polar (2000)
- Les études féministes, quelle visibilité ? (2002)
- Désexisation et parité linguistique : le cas de la langue française (2002)
- Violences sexuées et appropriation des espaces publics (2003)
- Études féministes et études sur le genre (2009)

### Recueils de textes féministes
L’ANEF a été à l’initiative de la publication des premiers ou principaux ouvrages d’études féministes, avec la Collection « Recherches » aux Éditions Côté-femmes, où sont parus :
- L’Anatomie politique, de Nicole-Claude Mathieu en 1991.
- Sexe, race et pratique du pouvoir, de Colette Guillaumin en 1992.
- Le Sexe des politiques publiques, sous la direction d’Arlette Gauthier, en 1993.
- Antigone, les femmes et la loi, de Françoise Duroux, en 1993.

En 1996, la collection change d’éditeur et l’ANEF crée aux éditions L’Harmattan la collection « Bibliothèque du féminisme », dirigée par Hélène Rouch, Dominique Fougeyrollas-Schwebel et Oristelle Bonis. Les essais publiés questionnent le rapport entre différence biologique et inégalité des sexes, entre sexe et genre. Il s'agissait de poursuivre le débat politique ouvert par le féminisme – en privilégiant la démarche scientifique et critique dans une approche interdisciplinaire. L'orientation de la collection se faisait selon trois axes : la réédition de textes qui ont inspiré la réflexion féministe et le redéploiement des sciences sociales ; la publication de recherches, essais, thèses, textes de séminaires, qui témoignent du renouvellement des problématiques ; la traduction d'ouvrages qui manifestaient la vitalité des recherches féministes à l’étranger.
Dans cette optique, quarante titres sont publiés de 1996 à 2002, dont :
- La mixité à l’école, de Claude Zaidman, 1996
- Le roman d’amour et sa lectrice, d’Annik Houel, 1997
- La construction sociale de l’inégalité des sexes, de Paola Tabet, 1998
- Le Deuxième sexe de Simone de Beauvoir, de Catherine Rodgers, 1998
- Le prisme de la prostitution, de Gail Pheterson, 2001
- L’évidence de l’égalité des sexes, une philosophie oubliée du XVIIe siècle, d‘Elsa Dorlin, 2001.
- Le sexe en linguistique, de Claire Michard(LIEN), 2002
- Le genre comme catégorie d’analyse, dir. Dominique Fougeyrollas-Schwebel, Christine Planté, Michèle Riot-Sarcey, Claude Zaidman, 2003
- Le sexe, le genre et la psychologie, dir. Patricia Mercader, 2005
- Le corps entre sexe et genre, d’Hélène Rouch, Elsa Dorlin et Dominique Fougeyrollas-Schwebel, 2005
- Genre et légitimité culturelle, Delphine Naudier et Brigitte Rollet, 2007
- Black Feminism, Anthologie du féminisme afro-américain, 1975-2000, Collectif, 2008

### Annuaire des membres
Un annuaire des membres de l’ANEF est publié en 1995 puis un deuxième en 2000, comprenant 110 noms, pour promouvoir la visibilité des recherches féministes. Il se veut un outil pratique de mise en réseaux et d’échange, accessible au monde étudiant, enseignant et de la recherche, français et international. Il comprend des index alphabétique, géographique, disciplinaire et thématique.

### Recensements institutionnels des enseignements et recherches sur le genre
En 2001-2002, un recensement est réalisé par la direction de l’Enseignement supérieur et la direction de la Recherche au ministère de la Recherche. Une fois les données recueillies auprès des président·e·s d’université, le Service des droits des femmes et de l’égalité (SFDE) lance un appel d’offres pour analyser ces données. L’ANEF y répond et est choisie grâce à son expérience dans le domaine (Elle avait préalablement réalisé plusieurs recensements avec ses propres moyens). L’analyse de ces données met en lumière que, malgré le très faible nombre (moins d’une dizaine) de postes d’enseignant·e·s-chercheur·euse·s spécialisé·e·s en études sur les femmes (« études féministes » ou de « genre »), il existait alors dans les universités près de 400 cours consacrés à cette thématique ou la prenant en compte. Ces cours étaient dispensés dans toutes les disciplines des sciences humaines et sociales avec toutefois d’assez grandes disparités entre les spécialités, la sociologie et l’histoire étant les plus représentées.
En 2008, l’ANEF réalise un second recensement à la demande du Service des Droits des femmes : « Formations à l’égalité femmes-hommes dans l’enseignement supérieur en France ». Il s’agit cette fois des formations, proposées par les établissements auprès des personnels, instituées à partir d’une directive de 2001 de la Mission pour la Parité en sciences et en technologies, afin de favoriser une réflexion collective sur l’intégration du principe de l’égalité de genre et l’élaboration d’outils adaptés à l’environnement professionnel spécifique.
L’ANEF a pu mener à bien ces recensements en s’appuyant sur les missions Égalité hommes-femmes créées dans certaines universités à l’incitation de la Direction des enseignements supérieurs (DES) en 2000. Ces missions sont depuis devenues pérennes. Elles se sont constituées depuis 2011 en une Conférence Permanente des Chargé·e·s de mission Egalité/Diversité (CPED), interlocutrice reconnue par la Conférence des Présidents d’Universités (CPU),.

### Livre blanc
Pour ses 20 ans, l’ANEF a organisé des états généraux de l’institutionnalisation des études féministes et de genre. Elle a mobilisé pour cela de nombreuses associations partenaires pour faire un état des lieux de la recherche et de l’enseignement à tous niveaux. A commencé alors l’écriture collective d’un livre blanc, Le genre dans l’enseignement supérieur et la recherche : livre blanc, publié par La Dispute en 2014. Il contient à la fois l’état des lieux réalisé tout au long de l’écriture et des recommandations pour les politiques publiques.
L’introduction de l’ouvrage retrace la genèse et les enjeux de l’institutionnalisation des recherches féministes depuis les années 1970. Elle se penche sur les articulations entre la recherche féministe, les associations et les pouvoirs publics (chapitre 1). Le chapitre 2 s’intéresse aux enseignements sur le genre, leur institutionnalisation et la nécessité de leur recensement. Le chapitre 3 traite de la diffusion des savoirs sur le genre, à travers les revues scientifiques et les collections d’éditeurs ou les formations des enseignantes-chercheuses et enseignants-chercheurs autour du genre. Le chapitre 4 est consacré aux inégalités professionnelles dans l’enseignement supérieur et la recherche. Le dernier chapitre porte sur le harcèlement sexuel et les violences sexistes dans l’enseignement supérieur à travers des témoignages et des recommandations de prises en charge notamment institutionnelle. Ce dernier chapitre repose sur les travaux du Collectif de lutte anti-sexiste contre le harcèlement dans l’enseignement supérieur. L’ouvrage se clôt sur dix propositions d’orientations stratégiques, issues des chapitres précédents, destinées aux politiques.

### Vade-mecum à l’usage des établissements scolaires
En collaboration avec les associations CLASCHES et CPED et avec le soutien du ministère de l’Éducation nationale, de l’enseignement supérieur et de la recherche, l’ANEF publie en 2015 un vade-mecum sur le harcèlement sexuel (réédité et actualisé en 2017). Ce travail fait suite à la loi du 6 août 2012 sur le harcèlement sexuel en France et complète un guide déjà réalisé par CLASCHES en 2014, destiné aux victimes.
À destination des établissements, souvent demandeurs de conseils et de retours d’expériences, il contient des témoignages, des exemples de prise en charge institutionnelle des situations de harcèlement sexuel, des comparatifs entre différentes pratiques et un argumentaire en faveur de certaines. Un guide au format numérique et évolutif a été conçu pour actualiser régulièrement ce vade-mecum.

### Enquêter sur les violences sexistes et sexuelles dans l’enseignement supérieur et la recherche
Fruit des travaux d’un des groupes de travail issu du colloque international co-organisé par l’ANEF « Violences sexistes et sexuelles dans l’enseignement supérieur et la recherche : de la prise de conscience à la prise en charge », du 4 décembre 2017, paraît en novembre 2020 le guide « Enquêter sur les violences sexistes et sexuelles dans l’enseignement supérieur et la recherche », qui regroupe réflexions et recommandations méthodologiques destinées aux établissements d’enseignement supérieur et de recherche souhaitant réaliser une enquête sur les violences sexistes et sexuelles.

## Les archives de l’ANEF au centre des archives du féminisme à Angers
Le 16 juin 2017 l’ANEF fait don de ses archives à l’association Archives du féminisme,. Dix-huit cartons ont été déposés. Ces documents s’étendent sur une période allant de 1981 à 2009. On peut y trouver des comptes rendus de conseil d'administration, des pièces comptables, des correspondances entre diverses associations ou des informations sur les colloques et les manifestations organisées par l'APEF, l'ANEF, ou toutes autres manifestations où ces associations sont intervenues. L’inventaire de ces cartons est disponible en ligne depuis le 2 décembre 2018 sur le site des Archives du féminisme,.

## Publications
- Vingt-cinq ans d'études féministes, L'expérience Jussieu, Cahiers du CEDREF, Université Paris 7-Denis Diderot, juin 2001.
- Le genre dans l’enseignement supérieur et la recherche (livre blanc), La Dispute, 2014
- Le Harcèlement sexuel dans l’enseignement supérieur et la recherche : Vade-mecum à l’usage des établissements, 2017 (1re éd. 2015) (avec le CLASCHES et la CPED)